# わたしの一番最悪なともだち
『わたしの一番最悪なともだち』（わたしのいちばんさいあくなともだち）は、2023年8月21日から10月12日まで、NHK総合の「夜ドラ」枠で放送されたNHK大阪放送局制作のテレビドラマ。主演はテレビドラマ初主演となる蒔田彩珠。

## キャスト

### 主要人物
笠松ほたる（かさまつ ほたる）
演 - 蒔田彩珠
主人公。自分を偽り、幼なじみの仮面をかぶる。美晴も偶然同じ大学に入学していた事から図らずも彼女と関わりを持つようになる。
就職活動の時期に入り、化粧品業界を志望して活動するが、大学の同級生たちが皆就職先が内定しているにもかかわらず、自身はなかなか内定がもらえていない現状を知って焦る。
鍵谷美晴（かぎや みはる）
演 - 髙石あかり
ほたるが一方的に意識してしまっている幼なじみ。明るい性格。
ほたるとは小学校から大学までずっと同じ学校に通っている。

### 周辺人物
長野慎吾（ながの しんご）
演 - 倉悠貴
ほたるが気を許せる貴重な大学の同級生。
相澤賢人（あいざわ けんと）
演 - 高杉真宙
ほたるの恋人。大手広告代理店に勤務しており、ほたるとは仕事の場で出会っている。

### カフェ
ほたるのバイト先。
桜井沙瑛（さくらい さえ）
演 - サーヤ（ラランド）
店長。ほたるの良き理解者。
石川光莉（いしかわ ひかり）
演 - 井頭愛海
バイト仲間。ほたるとは同世代。
早々に就職が内定し、友人たちと旅行に行くなど充実した学生生活を送っている様子を知ったほたるがショックを受けていた。

### 笠松家
笠松純子（かさまつ じゅんこ）
演 - 紺野まひる
ほたるの母。ホームセンターのパートとして働いている。
笠松健次郎（かさまつ けんじろう）
演 - マギー
ほたるの父。公務員で、市役所で働いている。

### クリーニング店アズマ
東聡美（あずま さとみ）
演 - 市川実日子
店主。ほたるがリクルートスーツを頻繁に洗濯に出している。

### 日粧堂
ほたるが勤務する大手化粧品メーカー。
三島麻衣子（みしま まいこ）
演 - 倉科カナ
マーケティング部の社員。ほたるの先輩。
木下雅人（きのした まさと）
演 - 原田泰造
マーケティング部長。ほたるの上司で元採用担当。
城島和佳奈（じょうしま わかな）
演 - 久間田琳加
就活時、グルディスでほたると同じグループ。ほたるの同期。
青山悠太（あおやま ゆうた）
演 - 大八木凱斗
就活時、グルディスでほたると同じグループ。ほたるの同期。
泉茉奈（いずみ まな）
演 - 平井理央
研究所職員。
田畑達弘（たばた たつひろ）
演 - 小堀正博
研究所職員。

### ゲスト

#### 第1回
ほたるに話しかける小学生。
演 - 又野暁仁

#### 第2回
カフェの女性客
演 - 樋口日奈
ほたるがアルバイトをするカフェの女性客。

#### 第8回
日粧堂の面接官
演 - 後藤淳平
日粧堂の第1次WEB面接官。

#### 第10回
西野由佳（にしの ゆか）
演 - 大出菜々子
就活生。ほたる、和佳奈と同じグループになる。
大田和也（おおた かずや）
演 - 橋本乃哉
就活生。ほたる、和佳奈と同じグループになる。
日粧堂の受付
演 - 武田訓佳
日粧堂の面接担当者
演 - 西村亜矢子

#### 第13回
関根香織
演 - 筒井真理子
日粧堂の最終面接の面接官。

#### 第17回
本条恵麻
演 - 出口夏希
ほたるにOG訪問する就活大学生。

#### 第24回
高島三咲
演 - 西田尚美
自転車で落とし物をする女性。

#### 第31回・第32回
高梨寧々
演 - 白石麻衣
マッサージ師。

## スタッフ
- 作 - 兵藤るり[10]
- 原案・脚本協力 - 吹野剛史[10]
- 音楽 - tofubeats[11]
  - 参加アーティスト - in the blue shirt、UG Noodle、The Hair Kid（Milk Talk）、ratiff（Neibiss）、64controll[11]
- メインビジュアル・タイトルバック制作 - 濱田英明[12]
- 演出 - 橋爪紳一朗、小谷高義、工藤隆史[10]
- 制作統括 - 陸田元一[12]、櫻井賢[12]
- プロデューサー - 押田友太[10]
- 制作・著作 - NHK大阪

## 放送日程
| 週     | 放送日   | 回 | 演出       |
| ------ | -------- | -- | ---------- |
| 第1週  | 08月21日 | 1  | 橋爪紳一朗 |
| 第1週  | 08月22日 | 2  | 橋爪紳一朗 |
| 第1週  | 08月23日 | 3  | 橋爪紳一朗 |
| 第1週  | 08月24日 | 4  | 橋爪紳一朗 |
| 第2週  | 08月28日 | 5  | 小谷高義   |
| 第2週  | 08月29日 | 6  | 小谷高義   |
| 第2週  | 08月30日 | 7  | 小谷高義   |
| 第2週  | 08月31日 | 8  | 小谷高義   |
| 第3週  | 09月04日 | 9  | 橋爪紳一朗 |
| 第3週  | 09月05日 | 10 | 橋爪紳一朗 |
| 第3週  | 09月06日 | 11 | 橋爪紳一朗 |
| 第3週  | 09月07日 | 12 | 橋爪紳一朗 |
| 第4週  | 09月11日 | 13 | 小谷高義   |
| 第4週  | 09月12日 | 14 | 小谷高義   |
| 第4週  | 09月13日 | 15 | 小谷高義   |
| 第4週  | 09月14日 | 16 | 小谷高義   |
| 第5週  | 09月18日 | 17 | 橋爪紳一朗 |
| 第5週  | 09月19日 | 18 | 橋爪紳一朗 |
| 第5週  | 09月20日 | 19 | 橋爪紳一朗 |
| 第5週  | 09月21日 | 20 | 橋爪紳一朗 |
| 第6週  | 09月25日 | 21 | 小谷高義   |
| 第6週  | 09月26日 | 22 | 小谷高義   |
| 第6週  | 09月27日 | 23 | 小谷高義   |
| 第6週  | 09月28日 | 24 | 小谷高義   |
| 第7週  | 10月02日 | 25 | 工藤隆史   |
| 第7週  | 10月03日 | 26 | 工藤隆史   |
| 第7週  | 10月04日 | 27 | 工藤隆史   |
| 第7週  | 10月05日 | 28 | 工藤隆史   |
| 最終週 | 10月09日 | 29 | 橋爪紳一朗 |
| 最終週 | 10月10日 | 30 | 橋爪紳一朗 |
| 最終週 | 10月11日 | 31 | 橋爪紳一朗 |
| 最終週 | 10月12日 | 32 | 橋爪紳一朗 |

## 受賞
- ギャラクシー賞
  - 2023年10月度月間賞[13]
  - 第61回 ギャラクシー奨励賞